# 九龙佩
《九龙佩》（原名红楼二尤），是一部红楼梦题材电影，于2008年10月在扬州开机拍摄。本剧编剧称，在严格遵循原著精髓上加强了尤二姐、尤三姐爱情悲剧的深刻性。

## 演员
- 姬晨牧 饰 贾　琏
- 童　瑶 饰 尤二姐
- 李婉僮 饰 王熙凤
- 刘佳 (1984年) 饰 尤三姐
- 张迪 饰 柳湘莲
- 孙坚 饰 贾　蓉
- 王新民 饰 贾　珍
- 刘庭羽 饰 秋　桐
- 柯　言 饰 兴　儿

## 主创
- 原著：曹雪芹
- 文学顾问：冯其庸 张庆善 李希凡
- 出品人：朱雷
- 总制片人：周代清
- 执行制片人：彭劲松
- 总策划：张海君
- 监制：王昕  彭劲松
- 艺术指导：曹利民 张海君
- 编剧：孙玉明 张海君
- 导演：喻瀚湫
- 宣传总监：张瓅元
- 制片主任：翁立才
- 摄影指导：曾达时
- 美术指导：王志刚
- 服装设计：史廷芹
- 化妆设计：顾华欣
- 出品单位：
  - 万众盛世传媒投资（北京）有限公司
  - 鸿阳经典文化传媒（北京）有限公司
- 协拍单位：
  - 中国艺术研究院红楼梦研究所
  - 中国红楼梦学会